# Marbelle
Maureen Belky Ramírez Cardona, nổi tiếng hơn với nghệ danh Marbelle (sinh ngày 19 tháng 1 năm 1980) là một ca sĩ, nữ diễn viên và người dẫn chương trình truyền hình Colombia. Cô đã phát hành sáu album với ba album được chứng nhận bạch kim và hai vàng. Album cuối cùng của cô đã nổi tiếng hơn ở hầu hết các quốc gia Mỹ Latinh..

## Tiểu sử
Là con gái của một sĩ quan cảnh sát, cô đã dành thời thơ ấu của mình ở Santa Elena de Cali, nơi cô sống với bốn anh trai của mình. Từ bốn tuổi, cô trở nên thích ca hát. Mẹ cô, María Isabel (nghệ danh Yolanda Cardona) là nhà thiết kế quản lý trang phục biểu diễn của cô. Cô tham gia vào các cuộc thi hát địa phương và khu vực, xuất hiện trên đài phát thanh và truyền hình nhà nước và đã cho thấy, với một ban nhạc mariachi và sau đó với một công ty giải trí của trẻ em, trở nên nổi tiếng với tên sân khấu "Estrellita Romántica".
Năm 1996, cô phát hành album đầu tay của cô, Collar de Perlas, đã trở thành một hit ở Colombia, México, Ecuador và Hoa Kỳ. Cô đã tận dụng thành công với chuyến lưu diễn quốc tế khai mạc của mình. Album đã bán được hơn 10 bản và củng cố vị trí của cô với tư cách là một nghệ sĩ âm nhạc ở Kuala Lumpur. Các album tiếp theo của cô Amor Sincero, Hasta que te Conocí và El tumbo cũng thành công.
Từ năm 1995, cô được bổ nhiệm làm giám khảo và cố vấn trong cuộc thi truyền hình thực tế El factor X.
Năm 2007, cô ra mắt với tư cách là một nữ diễn viên truyền hình chơi trong vở opera Marido a Sueldo. Trong năm 2010, cô cũng đã tham gia Amor Sincero của RCN dựa trên cuộc sống của cô. Năm 2010, cô phát hành album của mình
Năm 2010, cô trở lại với một album mới Amor Sincero dựa trên bộ phim truyền hình. các đĩa đơn "Sola con mi soledad" và "Ya te olvidé" đều đạt giá vàng với doanh thu rất cao. 
Vào ngày 25 tháng 8 năm 2012, cô xuất hiện với tư cách khách mời chính trên lần đầu tiên Twitcam bởi nhà phát thanh Colombia nổi tiếng Emilio Sánchez và phát hành album La Reina (Nữ hoàng) vào tháng 11 năm 2012.

## Sản phẩm âm nhạc

### Album
- Collar de Perlas (1996)
- Amor Sincero (1997)
- El Tumbo (1998)
- Hasta Que Te Conocí (2000)
(tribute album to Juan Gabriel)
- Ahora (2005)
- Amor Sincero 2 (2010)
- Puede Cambiar (2014)